# Elecciones regionales atípicas de Bolívar (Colombia) de 2010
En 2009, el gobernador del departamento de Bolívar, Joaco Berrío, es suspendido y posteriormente destituido de su cargo por la procuraduría, debido a la presunta financiación de su campaña y vínculos con grupos paramilitares y a celebración de contratos de manera irregular.
Para reemplazarlo se realizaron elecciones el 24 de octubre de 2010.

## Candidatos
Dionisio Miranda Tejedor (Polo Democrático Alternativo)
Abogado de la Universidad del Atlántico con postgrado en ciencias criminales y penales de la Universidad de Cartagena, fue también candidato a la Gobernación de Bolívar en 2007, en las cuales obtuvo poco más de 50.000 votos. Miranda ha trabajado anteriormente con comunidades afrodescendientes, de las que hace parte. 
El candidato presidencial del Polo Democrático, Gustavo Petro, obtuvo el 16% de los votos en el departamento, casi el doble del porcentaje que obtuvo a nivel nacional. Miranda cuenta también con el apoyo del Partido Verde.
Alberto Bernal (Partido de la U)
Odontólogo cirujano de la Universidad de Cartagena, se ha desempeñado como alcalde local y concejal, anteriormente como militante del Partido Liberal. 
Bernal posee el apoyo del Partido de la U, primera fuerza a nivel nacional y con importante peso político en el departamento. La senadora de este partido Piedad Zuccardi lo apoya, al igual que un número importante de dirigentes locales y departamentales. Bernal cuenta también con el apoyo del Partido PIN y de Cambio Radical, después de que el partido retirara a su candidato.

## Candidaturas Rechazadas y Retiradas
Luis Eduardo Vargas (Partido Cambio Radical)
Nació en Cartagena en 1947 y es Economista de la Universidad de Cartagena.
En 2002 fue elegido representante por Bolívar como candidato del Partido Liberal. Su hermano Daniel Vargas es concejal por Cambio Radical en la ciudad de Cartagena. 
Su partido, Cambio Radical, logró la elección de dos senadores en Bolívar: Javier Cáceres, recientemente destituido; y Daira Galvis. Además cuenta con dos representantes a la Cámara. El anterior gobernador, Joaco Berrío, también pertenecía a esta organización. Su candidatura fue retirada de la contienda por petición de los dirigentes de su partido.
Cesar Fernando Anaya Cuesta (Movimiento Político Apertura Liberal)
Mediante la resolución n.º 273 del 11 de octubre de 2010, la Registraduría dejó sin efecto la candidatura del cartagenero César Fernando Anaya. Anaya era respaldado por el Movimiento Político Apertura Liberal, liderado por los cuestionados empresarios Enilce López "La Gata", y David Murcia Guzmán, dueño de la pirámide de DMG. Era apoyado además por algunos sectores del Partido de Integración Nacional, cuyos fundadores hoy están presos por nexos con el paramilitarismo.
La candidatura fue rechazada ya que el Movimiento Apertura Liberal perdió su personería jurídica al no obtener suficientes votos en las Elecciones legislativas de 2010, por lo tanto, requería de una candidatura por firmas para poder aparecer en el tarjetón.
Pablo Castro Salas (Bolívar por Mejores Tiempos)
La candidatura del independiente Pablo Castro Salas fue rechazada por la Registraduría tras comprobarse el fraude en la recolección de firmas necesarias para postularse sin el apoyo de un partido político ya estructurado. De 72.337 firmas presentadas, solo 39.699 eran válidas. Para llevar a cabo su candidatura, requería de un mínimo de 50.000 firmas válidas.

## Otros Partidos Políticos en estas elecciones
El Partido Verde apoya al candidato Dionisio Miranda del Polo Democrático.
El Partido PIN apoya al candidato de La U, Alberto Bernal.
Son desconocidos los apoyos que brindaron los partidos Conservador, Liberal y Mira. Los dos primeros se han debilitado en los últimos años en el departamento, aunque es probable que apoyen la candidatura de Bernal (U), o de Vargas (CR). El tercero obtuvo la tercera mayor votación departamental en las Elecciones legislativas de 2010.